# Bechet (cráter)
Bechet es un cráter de impacto de 17,6 km de diámetro del planeta Mercurio. Debe su nombre al músico de jazz y compositor estadounidense Sidney Bechet (1897-1959), y su nombre fue aprobado por la  Unión Astronómica Internacional en 2013.